# Tobias Bogner
Tobias Bogner (* 28. Mai 1990 in Sonthofen) ist ein ehemaliger deutscher Skispringer.

## Werdegang
In den Jahren 2001 und 2002 gewann der heute in Schönau am Königssee wohnende Bogner, der bereits mit fünf Jahren mit dem Skispringen begann, die Deutsche Schülermeisterschaft. Bei der Junioren-Weltmeisterschaft 2004 in Stryn gewann er mit der Mannschaft die Bronzemedaille. Kurz darauf wurde er Deutscher Jugendmeister. Im gleichen Jahr gewann er im Einzel und mit dem Team die Gesamtwertung im Alpencup. Diesen Erfolg wiederholte er 2005. 2005 gewann er zudem den Deutschlandpokal in der Altersklasse J16. Auch 2006 gewann er den Deutschlandpokal. Bei den OPA-Spielen 2006 erreichte er den 3. Platz im Einzel und den 2. Platz mit dem Team. Noch im gleichen Jahr wurde er mit dem Team Deutscher Meister. Im Einzelwettbewerb erreichte er den 5. Platz. Am 11. Februar 2007 startete er in Willingen erstmals im Skisprung-Weltcup im Mannschaftswettbewerb und konnte mit dem deutschen Team auf den 3. Platz und somit aufs Podest springen. Daraufhin wurde er für die Nordischen Skiweltmeisterschaften 2007 in Sapporo nominiert und erreichte dort im Teamspringen den 5. Platz. Ab der Saison 2007/08 startete er im Skisprung-Continental-Cup. Bereits am 19. August 2007 erreichte er beim Sommerspringen in Lillehammer seine erste Podiumsplatzierung in diesem Wettbewerb. Am 8. Februar 2008 qualifizierte Bogner sich in Liberec erstmals für ein Einzel-Weltcupspringen und verpasste mit Rang 33 nur knapp den zweiten Durchgang. Bei der Vierschanzentournee 2008/09 kam er durch gute Ergebnisse am Ende auf den 43. Platz in der Gesamtwertung. Bei der Junioren-Weltmeisterschaft 2009 in Štrbské Pleso gewann er erneut Silber mit dem Team. Auch 2010 bei der Junioren-Weltmeisterschaft in Hinterzarten gelang ihm dies. Am 3. Februar 2010 erreichte Bogner im Rahmen der FIS-Team-Tour 2010 erstmals in seiner Karriere den zweiten Durchgang und gewann damit am Ende als 30. seinen ersten Weltcuppunkt. Nach der Saison 2013/14 beendete er seine Karriere.

## Erfolge

### Weltcup-Platzierungen
| Saison  | Platz | Punkte |
| ------- | ----- | ------ |
| 2009/10 | 90.   | 1      |